# Groupe de Hilda
Pour les articles homonymes, voir Hilda.
Ne pas confondre avec Famille de Hilda.

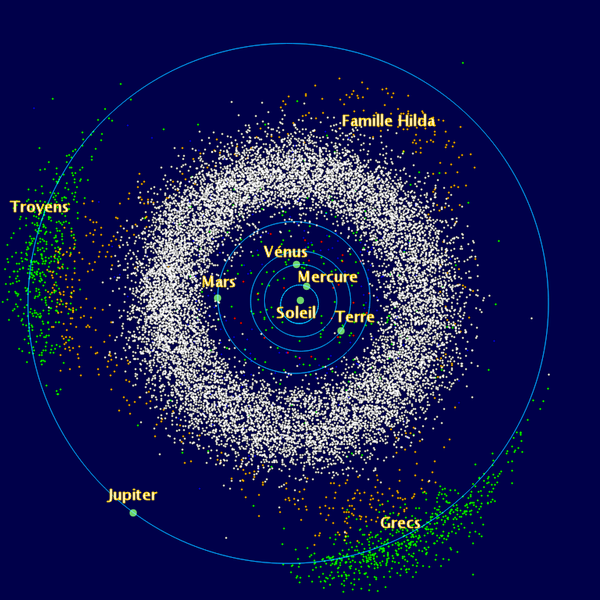
Schéma du système solaire jusqu'à l'orbite de Jupiter. Les membres du groupe de Hilda apparaissent en brun. Les astéroïdes de la ceinture principale sont en blanc et les troyens de Jupiter en vert.

Le groupe de Hilda est un groupe d'astéroïdes situé à la périphérie externe de la ceinture principale d'astéroïdes, dans la zone de demi-grand axe comprise entre 3,7 et 4,1 ua. Il fait le lien entre la ceinture principale et l'orbite de Jupiter où gravitent les troyens de Jupiter.
Le groupe de Hilda est caractérisé par une résonance orbitale 3:2 avec Jupiter,.
Le groupe est nommé d'après (153) Hilda qui en est à la fois le plus grand membre et le premier découvert, en 1875.
Au 3 juillet 2019, le Centre des planètes mineures recense 4 045 astéroïdes appartenant à ce groupe.

## Description

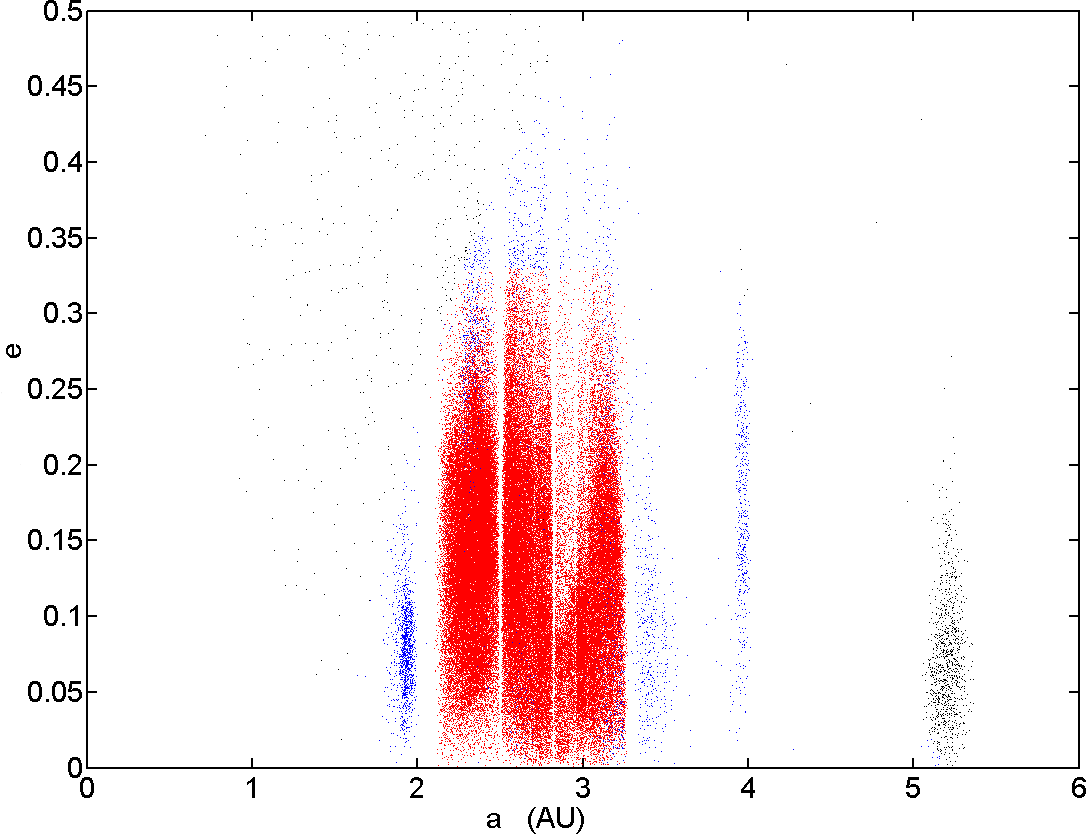
Diagramme orbital croisant demi-grand axe (a) et excentricité (e). Le groupe de Hilda correspond aux astéroïdes bleus aux environs de 3,9 ua. La ceinture principale d'astéroïdes est en rouge, entre 2,0 et 3,3 ua, prolongée par le groupe de Cybèle entre 3,3 et 3,7 ua. Les troyens de Jupiter sont en noir aux environs de 5,2 ua.

Les astéroïdes du groupe possèdent des demi-grands axes compris entre 3,7 et 4,2 ua, une excentricité comprise entre 0,045 et 0,3 et une inclinaison inférieure à 20° par rapport au plan de l'écliptique.

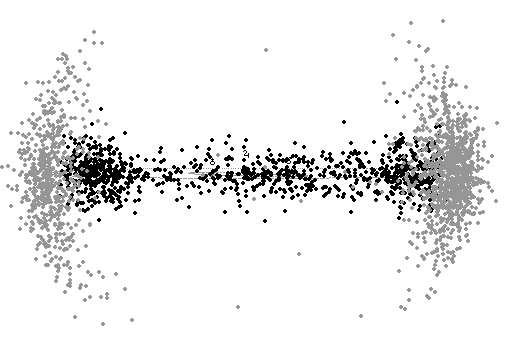
Schéma des positions des astéroïdes Hilda (en noir) et les astéroïdes troyens (en gris), vus dans le plan de l'écliptique.

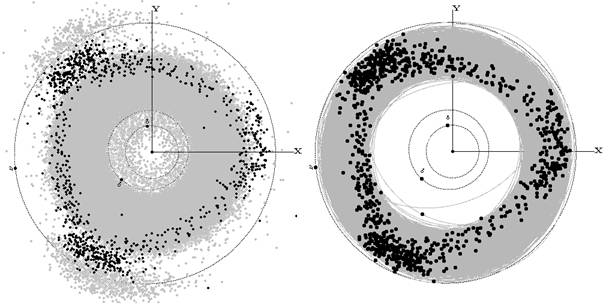
À gauche, le triangle de Hilda, tracé sur la position des astéroïdes connus jusqu'à l'orbite de Jupiter. À droite, le même triangle sur fond des orbites de ses membres.

Leurs orbites sont caractérisées par un phénomène de résonance orbitale avec Jupiter, dans un rapport 3:2. Ils réalisent trois orbites autour du Soleil tandis que Jupiter en parcourt deux. Les déplacements relatifs sont tels que leur aphélie est toujours situé soit à l'opposé de Jupiter par rapport au Soleil, soit à 60° en avance ou en retard de Jupiter. Au cours de trois orbites successives, chaque astéroïde passe successivement par chacun de ces trois points. De même, leur périhélie alterne (également au cours de trois orbites successives) entre des positions situées à -120°, 0° ou +120° de décalage par rapport à Jupiter vu du Soleil. À la différence des astéroïdes troyens, les astéroïdes Hilda peuvent donc prendre n'importe quelle différence de longitude avec Jupiter, mais leur conjonction a toujours lieu au périhélie de l'astéroïde et donc lorsque celui-ci est le plus loin de l'orbite de Jupiter.
Si chacun des astéroïdes du groupe de Hilda se déplace suivant sa propre orbite elliptique, l'ensemble de ces astéroïdes présente à tout moment une forme de triangle presque équilatéral, aux arêtes légèrement convexes et aux coins tronqués. Cette structure semble être stable à long terme,.

## Familles
Deux familles collisionnelles ont été identifiées au sein du groupe de Hilda : la famille de Hilda et la famille de Schubart. Une étude publiée en 2015 estime à respectivement 409 et 352 le nombre d'astéroïdes appartenant à ces deux familles. Les astéroïdes de ces deux familles sont de type C.

## Terminologie
La distinction de ces familles au sein du groupe est récente et les deux termes « famille » et « groupe » ont longtemps été utilisés de manière indifférente pour désigner ce qu'on appelle aujourd'hui le groupe de Hilda. On rencontre ainsi encore souvent l'expression « famille de Hilda » utilisée à tort pour désigner le « groupe de Hilda » dans son ensemble.

## Liste des principaux membres
Le tableau ci-dessous donne les caractéristiques des premiers astéroïdes découverts appartenant au groupe de Hilda.
| Nom   | Nom          | Diamètre moyen (km) | Demi-grand axe (UA) | Inclinaison orbitale | Excentricité | Découverte |
| ----- | ------------ | ------------------- | ------------------- | -------------------- | ------------ | ---------- |
| 153   | Hilda        | 170,6               | 3,976               | 7,835°               | 0,141        | 1875       |
| 190   | Ismène       | 159,0               | 3,982               | 6,166°               | 0,166        | 1878       |
| 361   | Bononia      | 142,0               | 3,954               | 12,632°              | 0,213        | 1893       |
| 499   | Venusia      | 81,4                | 4,010               | 2,091°               | 0,214        | 1902       |
| 958   | Asplinda     | 47,08               | 3,989               | 5,628°               | 0,186        | 1921       |
| 1578  | Kirkwood     | 51,88               | 3,929               | 0,809°               | 0,238        | 1951       |
| 4196  | Chouïa       | 36,7                | 3,902               | 1,5°                 | 0,045        | 1982       |
| 5439  | Couturier    | 22,1                | 3,949               | 1,233°               | 0,157        | 1990       |
| 6984  | Lewiscarroll | 48,1                | 3,978               | 16,79°               | 0,189        | 1994       |
| 14845 | Hegel        | 13,9                | 3,952               | 4,899°               | 0,238        | 1988       |